# جون جوك يونغ
جوك يونغ ، واسمه الحقيقي جون يونغ، المتوفي 5 يوليو 2005 ، هو أحد النشطاء الأسكتلنديين الصم على المستوى العالمي والرئيس السابق للاتحاد الأوروبي للصم .

## سيرته
جون درس في مدرسة غلاسكو للصم والبكم. عندما غادر المدرسة، أراد أن يكون مهندسا كهربائيا، لكنه اضطر للعمل في متجر إسكافي للصم.
في عام 1983 ، كان جون أول رئيس للصم في الرابطة البريطانية للصم  ،. في عام 1985، تم إنشاء الأمانة الإقليمية للمجتمع الأوروبي من فكرة آرثر فيرني وجوك يونغ، أعضاء جمعية الصم البريطانية .

### الحياة الخاصة
شارك جوك يونغ حياته مع زوجته ليليان لوسون  ،.

## حياته السياسية
- رئيس الرابطة البريطانية للصم : 1983 -؟
- رئيس الاتحاد الأوروبي للصم : 1985-1989

### روابط خارجية
- قائمة الرؤساء على موقع EUD.